# Reflexion 2001
|  | Denne artikel er oprettet af botten PalnaBot ud fra en ekstern database. Den kan derfor have sproglige fejl eller mangler. Denne skabelon kan fjernes efter kontrol af indholdet. |

Reflexion 2001 er en film instrueret af Jan Troell.

## Handling
I foråret 2001 besøgte den svenske instruktør Jan Troell New York. Her lavede han en række optagelser ved World Trade Center ' en ensom streetdancer, en fejekone, travle forbipasserende ' optagelser af almindelige mennesker en almindelige dag ved WTC. Umiddelbart efter den 11. september klippede Troell disse optagelser af arkitektur og dagligdag sammen med arkivoptagelser til musik af Arvo Pärts. "Reflextion" er Jan Troells ordløse refleksion over tragedien ved World Trade Center.